# Nicole Pratt
Nicole Pratt (Mackay, 5 de março de 1973) é uma ex-tenista profissional australiana.